# Чилапа де Алварез, Сересо (Чилапа де Алварез)
Чилапа де Алварез, Сересо (шп. Chilapa de Álvarez, Cereso) насеље је у Мексику у савезној држави Гереро у општини Чилапа де Алварез. Насеље се налази на надморској висини од 1478 м.

## Становништво
Према подацима из 2010. године у насељу је живело 160 становника.

### Хронологија
| Година       | 2010 |
| ------------ | ---- |
| Становништво | 160  |

### Попис
| # | Индикатор                     | Вредност |
| - | ----------------------------- | -------- |
| 1 | Укупно домаћинстава           | 3        |
| 2 | Укупно насељених домаћинстава | 2        |
| 3 | Величина локације             | 1        |